# Catharanthus
Catharanthus is een geslacht van een- of meerjarige, kruidachtige gewassen. Dit geslacht bestaat uit acht soorten die in de tropen vrij algemeen bekend zijn. De enige soort die als kamerplant wordt toegepast, Catharanthus roseus, komt oorspronkelijk uit Madagaskar. Andere soorten komen naast Madagaskar ook voor op het Indisch subcontinent.
De botanische naam Catharanthus is een samenstelling van de Oudgriekse woorden καθαρός, katharos (zuiver, rein, foutloos) en ἄνθος, anthos (bloem).
De soorten in dit geslacht werden vroeger in het geslacht Vinca (maagdenpalm) geplaatst. Het blad van Vinca ziet er echter heel anders, kleiner, uit en daaraan zijn ze gemakkelijk te onderscheiden. Voorts maakt Vinca ranken die zich op de grond vastzetten en zo een heel tapijt vormen, terwijl Catharanthus een opgaande groei vertoont. De kroonkeel van Catharanthus is door borstelachtige haartjes praktisch afgesloten.

## Soorten
- Catharanthus coriaceus Markgr.
- Catharanthus lanceus (Bojer ex A.DC.) Pichon
- Catharanthus longifolius (Pichon) Pichon
- Catharanthus makayensis L.Allorge, Phillipson & Razakamal.
- Catharanthus ovalis Markgr.
- Catharanthus pusillus (Murray) G.Don
- Catharanthus roseus (L.) G.Don
- Catharanthus scitulus (Pichon) Pichon
- Catharanthus trichophyllus (Baker) Pichon

Aganonerion · 
Acokanthera · 
Adenium · 
Aganosma · 
Allamanda · 
Alstonia · 
Alyxia · 
Amalocalyx · 
Anodendron · 
Apocynum .
Asclepias · 
Baharuia · 
Baissea · 
Beaumontia ·
Caralluma · 
Carissa · 
Catharanthus · 
Cerbera · 
Ceropegia (lantaarnplanten) · 
Chonemorpha · 
Cleghornia · 
Cynanchum · 
Dewevrella ·
Dischidia ·
Ditassa  ·
Echites · 
Elytropus · 
Epigynum · 
Eucorymbia · 
Forsteronia · 
Hoodia · 
Hoya · 
Hylaea · 
Huernia · 
Ichnocarpus · 
Ixodonerium · 
Kopsia · 
Landolphia · 
Lhotzkyella · 
Macroditassa · 
Mandevilla · 
Manothrix · 
Margaretta · 
Marsdenia · 
Matelea · 
Melinia ·
Melodinus  · 
Merrillanthus · 
Metaplexis · 
Metastelma · 
Microdactylon · 
Microloma · 
Miraglossum · 
Mitostigma · 
Morrenia · 
Motandra · 
Nautonia · 
Neoschumannia · 
Nephradenia · 
Notechidnopsis · 
Odontadenia · 
Odontanthera · 
Oncinema · 
Oncostemma · 
Ophionella · 
Orbea · 
Orbeanthus · 
Orbeopsis · 
Orthanthera · 
Orthosia · 
Oxypetalum · 
Oxystelma · 
Pachycarpus · 
Pachycymbium · 
Pachypodium · 
Papuechites · 
Parameria · 
Parapodium · 
Parepigynum · 
Parsonsia · 
Pectinaria · 
Pentacyphus · 
Pentarrhinum · 
Pentasachme · 
Pentastelma · 
Pentatropis · 
Peplonia · 
Pergularia · 
Periglossum · 
Petopentia · 
Pherotrichis · 
Philibertia · 
Piaranthus · 
Pleurostelma · 
Plumeria · 
Pseudolithos · 
Quaqua · 
Quisumbingia · 
Raphistemma · 
Raphionacme · 
Rauvolfia · 
Rhyncharrhena · 
Rhyssolobium · 
Rhyssostelma · 
Rhytidocaulon · 
Riocreuxia · 
Rojasia · 
Sarcolobus ·
Sarcostemma · 
Schistogyne · 
Schistonema · 
Schubertia · 
Secamone · 
Secamonopsis · 
Seutera · 
Sindechites · 
Sisyranthus · 
Solenostemma · 
Sphaerocodon · 
Stapelia · 
Stapelianthus · 
Stapeliopsis · 
Stathmostelma · 
Stenomeria · 
Stenostelma · 
Stigmatorhynchus · 
Schizozygia · 
Tacazzea · 
Tectiphiala · 
Trachelospermum · 
Urceola · 
Vallariopsis · 
Vinca (maagdenpalm) · 
Vincetoxicum (engbloem)